# Sant'Andrea de Aquarizariis
Sant'Andrea de Aquarizariis, även benämnd Sant'Andrea de Acquarenariis, var en kyrkobyggnad i Rom, helgad åt aposteln Andreas. Kyrkan var belägen på platsen för dagens Santa Maria della Pace vid Via della Pace i Rione Ponte. 
Tillnamnen ”Aquarizariis” och ”Acquarenariis” syftar på acquaioli, det vill säga de som fyllde fat med vatten från Tibern och sålde till de invånare vilka inte hade någon annan vattenförsörjning.

## Kyrkans historia
Kyrkan uppfördes sannolikt under 1100-talet. Dess första dokumenterade omnämnande förekommer i en bulla promulgerad år 1186 av påve Urban III; bullan uppräknar den bland filialerna till församlingskyrkan San Lorenzo in Damaso. År 1192 blev kyrkan säte för Compagnia degli Acquaioli – vattenförsäljarna. I slutet av 1300-talet blev Sant'Andrea församlingskyrka.
Kyrkan hade ett skepp, vilket föregicks av en portik. I denna portik fanns en Mariabild, kallad Madonna della Virtù, ”Dygdens Madonna”. Vid ett tillfälle år 1480 kastade en person en sten på Mariabilden, som då började blöda. Denna mirakulösa händelse fick påve Sixtus IV att besöka kyrkan. Han avgav då ett löfte om att låta uppföra en ny, större kyrka om Italien kunde få fred. Påven uppdrog åt arkitekten Baccio Pontelli att riva Sant'Andrea-kyrkan och rita en ny kyrka. En rad konstnärer och arkitekter kom senare att bidra till kyrkobygget och dess dekoration, bland andra Rafael, Donato Bramante, Antonio da Sangallo den yngre och Pietro da Cortona.

## Omnämningar i kyrkoförteckningar
| Katalog                                                        | År         | Benämning                              |
| -------------------------------------------------------------- | ---------- | -------------------------------------- |
| Il Catalogo di Torino                                          | cirka 1320 | Ecclesia sancti Andree de Aquariçariis |
| Il Catalogo del Signorili                                      | cirka 1425 | sci. Andree de Acquarenariis           |
| Il Liber Anniversariorum Sancti Salvatoris ad Sancta Sanctorum | 1461       | Ecclesia S. Andree de Aquarecciariis   |